# Suicidal
«Suicidal» — песня американского рэпера YNW Melly с дебютного студийного альбома Melly vs. Melvin, выпущенная 22 ноября 2019 года. Автором песни является YNW Melly и Z3N, который так же продюсировал песню.

## Текст песни
В «Suicidal» YNW Melly объясняет глубину тоски и ненависти после презрительного расставания со своей второй половинкой, и сравнивает его с приёмом препарата парафенил и питьём популярного коньяка Hennessy, чтобы забыть всё об их отношениях вместе.

## Музыкальный клип
Анимированное музыкальное видео вышло одновременно одновременно с песней 22 ноября 2019 года.

## Ремикс
«Suicidal (Remix)» — сингл американского рэпера YNW Melly при участии умершего рэпера Juice WRLD. Ремикс был выпущен 13 марта 2020 года. Он занял 20 позицию в чарте Billboard Hot 100.

### Видеоклип
24 марта 2020 года вышел видеоклип на ремикс песни при участии Juice WRLD. Сами исполнители в клипе отсутствуют; YNW Melly – сидит в тюрьме за убийство, а Juice WRLD – погиб тремя месяцами ранее, однако в конце клипа появляется отсылка к ним: показан тюремный коридор и запись разговора музыкантов по телефону на фоне, после надпись «RIP JUICE WRLD»

## Чарты

### Комбинированные позиции оригинала и ремикса
| Чарт (2020)                           | Высшая позиция |
| ------------------------------------- | -------------- |
| Австралия (ARIA)                      | 50             |
| Канада (Billboard Canadian Hot 100)   | 29             |
| Швеция (Sverigetopplistan)            | 71             |
| Великобритания (OCC UK Singles)       | 37             |
| США (Billboard Hot 100)               | 20             |
| США (Billboard Hot R&B/Hip-Hop Songs) | 11             |
| США (Hot Rap Songs)                   | 7              |

## Сертификации
| Регион | Сертификация  | Продажи   |
| --- | ------------- | --------- |
| Австралия (ARIA) | Золотой       | 35 000    |
| США (RIAA) | 2× Платиновый | 2 000 000 |
| * Данные о продажах приведены только на основе сертификации. · ^ Данные о тиражах приведены только на основе сертификации. · Данные о продажах + прослушиваниях приведены только на основе сертификации. |               |           |